# Малые Кутыща
Малые Кутыща (укр. Малі Кутища) — село на Украине, находится в Калиновском районе Винницкой области.
Код КОАТУУ — 0521684009. Население по переписи 2001 года составляет 372 человека. Почтовый индекс — 22410. Телефонный код — 4333.
Занимает площадь 1,492 км².

## Адрес местного совета
22410, Винницкая область, Калиновский р-н, с. Лемешевка, ул. Будённого, 24